# Emma Whitaker
Emma Whitaker (5 de mayo de 2001) es una deportista británica que compite en pentatlón moderno. Ganó tres medallas en el Campeonato Europeo de Pentatlón Moderno, en los años 2024 y 2025.

## Medallero internacional
| Campeonato Europeo | Campeonato Europeo | Campeonato Europeo | Campeonato Europeo |
| Año                | Lugar              | Medalla            | Competición        |
| ------------------ | ------------------ | ------------------ | ------------------ |
| 2024               | Budapest (Hungría) | Medalla de oro     | Relevo             |
| 2024               | Budapest (Hungría) | Medalla de bronce  | Individual         |
| 2025               | Madrid (España)    | Medalla de plata   | Individual         |